# Stebnícka Magura
Stebnícka Magura  (899,9 m n. m. ) je vrchol v pohoří Busov, podcelku Nízkých Beskyd. Vypíná se severně od Bardejova a s televizním vysílačem na vrcholu tvoří dominantu okolí.
Východní a severní část vrchu patří do NPR Stebnícka Magura, vyhlášené na rozloze 76 ha v roce 1964.

## Přístup
- po  červené značce z Bardejovských Kúpeľov přes sedlo Čerešňa
- po  červené značce z obce Zborov
- po  modré značce z obce Vyšný Tvarožec
- neznačenou cestou z obce Zlaté